# Anna-Konstanze Schröder

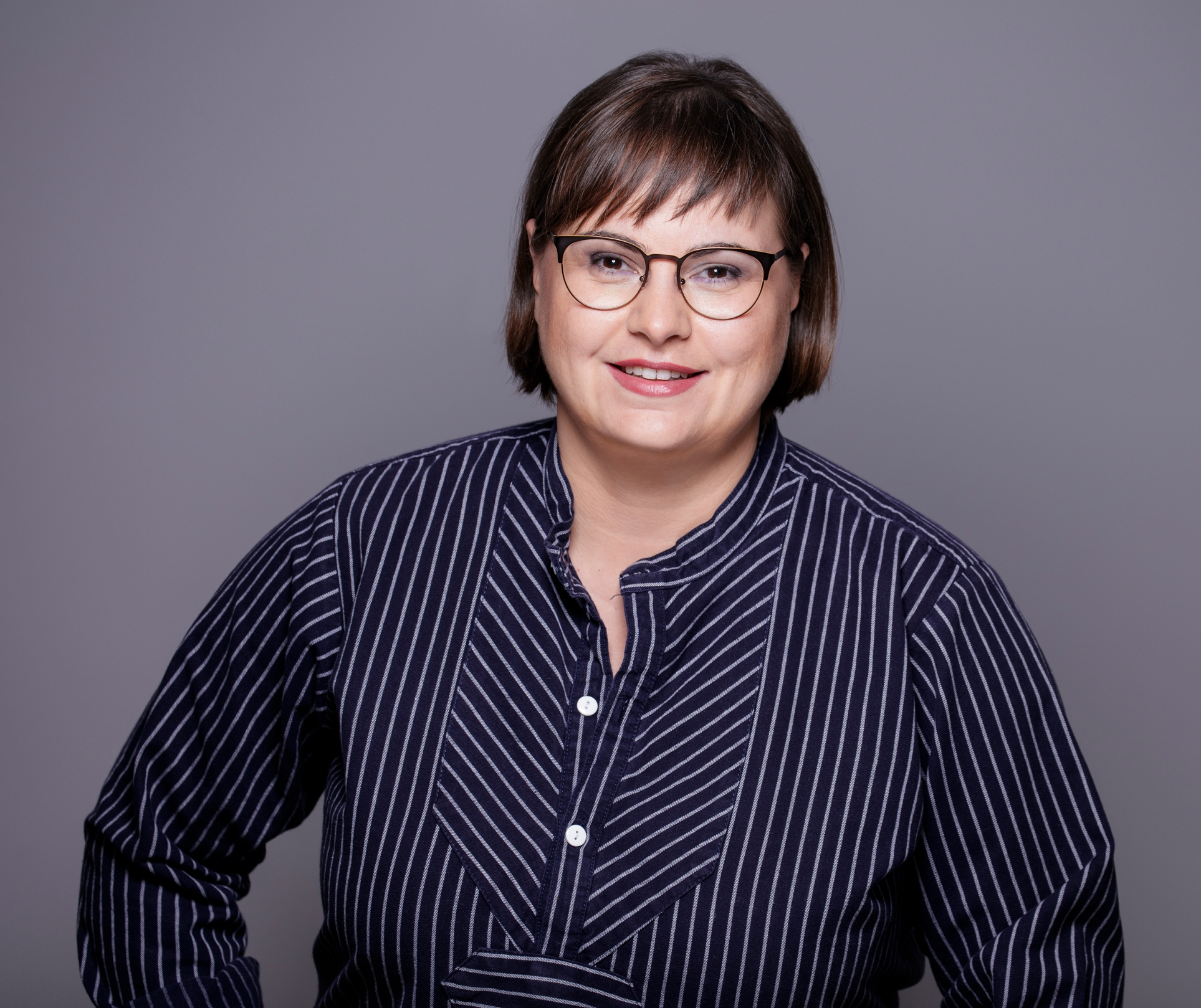
Anna-Konstanze Schröder, 2021

Anna-Konstanze Schröder (* 9. Dezember 1980) ist eine deutsche Politikerin der Sozialdemokratischen Partei Deutschlands (SPD). Seit 2021 ist sie Abgeordnete im Landtag Mecklenburg-Vorpommern.

## Leben
Nach dem Studium und Abschluss als Diplom-Psychologin arbeitete Schröder von 2007 bis 2018 als wissenschaftliche Mitarbeiterin an den Universitäten in Greifswald, Aarhus, Bern und Bochum in den Fachbereichen Theologie, Religionswissenschaft und Religionspsychologie. 2013 wurde sie an der Universität Leipzig am religionswissenschaftlichen Institut der Fakultät für Geschichte, Kunst und Orientwissenschaften (heute Geschichte, Kunst und Regionalwissenschaften) promoviert.
Von 2018 bis 2021 war sie Geschäftsführerin im Heimatverband Mecklenburg-Vorpommern. 
Sie ist seit 2018 im Vorstand der „Greifswalder Schiffergilde e.V.“, war 2021–2022 Präsidentin des AWO-Regionalverbandes Demmin, ist seit 2022 Mitglied im Kirchengemeinderat Gülzowshof, seit 2022 Vorsitzende des SPD-Ortsvereins „Nördliches Peenetal“, seit 2023 Co-Specherin der Landesgruppe MV der Kulturpolitischen Gesellschaft, seit 2024 Stellvertretende Vorsitzende im „Heimatverband Mecklenburg-Vorpommern e.V.“

## Politik
Anna-Konstanze Schröder trat 2018 in die SPD ein. Bei der Landtagswahl in Mecklenburg-Vorpommern 2021 kandidierte sie im Landtagswahlkreis Mecklenburgische Seenplatte I – Vorpommern-Greifswald I für die Städte Dargun, Demmin und die Ämter Demmin-Land, Jarmen-Tutow und Peenetal/Loitz als Direktkandidatin für die SPD. Sie rückte am 8. Dezember 2021 in den Landtag nach, nachdem Jochen Schulte sein Mandat niedergelegt hatte.
Schröder vertritt innerhalb der SPD-Fraktion das Amt der Sprecherin für ländliche Räume, bürgerschaftliches Engagement und Heimatpflege. Im Landtag Mecklenburg-Vorpommern ist sie ordentliches Mitglied im Ausschuss für Wissenschaft, Kultur, Bundesangelegenheiten, Angelegenheiten der Europäischen Union und internationale Angelegenheiten sowie im Petitionsausschuss und in der Enquete-Kommission "Jung sein in Mecklenburg-Vorpommern", außerdem ist sie stellvertretendes Mitglied im Finanzausschuss, im Bildungsausschuss, im Sozialausschuss und im Agrarausschuss.